# Trichomacronema paniae
Trichomacronema paniae är en nattsländeart som beskrevs av Malicky och Chantaramongkol 1991. Trichomacronema paniae ingår i släktet Trichomacronema och familjen ryssjenattsländor. Inga underarter finns listade i Catalogue of Life.